# Cheilothela
Cheilothela es un género de musgos perteneciente a la familia Archidiaceae. Comprende 5 especies descritas y de estas, solo 3 aceptadas.

## Taxonomía
El género fue descrito por Lindb. ex Broth. y publicado en Die Natürlichen Pflanzenfamilien 1((3)): 301. 1901.

## Especies aceptadas
A continuación se brinda un listado de las especies del género Cheilothela aceptadas hasta febrero de 2015, ordenadas alfabéticamente. Para cada una se indica el nombre binomial seguido del autor, abreviado según las convenciones y usos.
- Cheilothela chilensis (Mont.) Broth.
- Cheilothela chloropus (Brid.) Broth.
- Cheilothela jaegeri Bizot